# Ашаред-апал-Екур
Ашаред-апал-Екур (аккад. Найперший спадкоємець Екура) — цар Ассирії, правив приблизно в 1076-1074 до н. е.. Узурпатор, можливо, один з молодших синів Тіглатпаласара I. Після смерті Тіглатпаласара I Ашаред-апал-екур захопив владу. Повалений старшим сином Тіглатпаласара Ашшур-бел-калой.
Правив 2 роки.
| Середньоассирійський період |                                      |                           |
| Попередник: Тіглатпаласар I | цар Ассирії бл. 1076 — 1074 до н. е. | Наступник: Ашшур-бел-кала |